# Triplaris americana
Triplaris americana är en slideväxtart som beskrevs av Carl von Linné. Triplaris americana ingår i släktet Triplaris och familjen slideväxter. Inga underarter finns listade i Catalogue of Life.